# Nicrophorus mexicanus
Nicrophorus mexicanus är en skalbaggsart som beskrevs av Matthews 1888. Nicrophorus mexicanus ingår i släktet Nicrophorus och familjen asbaggar. Inga underarter finns listade i Catalogue of Life.